# اونست اهنور
اونست اهنور (انگلیسی: Honest Ahanor؛ زادهٔ ۲۳ فوریهٔ ۲۰۰۸) بازیکن فوتبال است که در پست مدافع برای جنوا بازی می‌کند.
اهنور در ۲۳ فوریه ۲۰۰۸ در آورسا ایتالیا به دنیا آمد. اصلیت او نیجریه‌ای است.